# Francesco Araja
Francesco Domenico Araja (o Araia, del ruso: Арайя) (Nápoles, Reino de Sicilia, 25 de junio de 1709-Bolonia, 1762 o 1770) fue un compositor italiano que pasó 25 años en Rusia y escribió al menos 14 óperas para la Corte Imperial de Rusia, incluyendo  (Céfalo y Procris), la primera ópera escrita en ruso, con libreto de Aleksandr Sumarókov.